# Babiana blanda
Babiana blanda är en irisväxtart som först beskrevs av Harriet Margaret Louisa Bolus, och fick sitt nu gällande namn av Gwendoline Joyce Lewis. Babiana blanda ingår i släktet Babiana och familjen irisväxter. Inga underarter finns listade i Catalogue of Life.